# 楊元亨
杨元亨（?—?），唐朝官员，出自弘农杨氏，楊素弟杨岳之孙，杨弘武之子，楊元禧、楊元禕之兄。
杨元亨在武则天时官至司府少卿。弟弟楊元禧得罪张易之，张易之密奏杨元亨兄弟是杨素兄弟之后，楊素父子在隋朝是逆臣，子孙不应该在御前。武则天下诏称杨素惑乱君上、离间骨肉、摇动冢嫡、诱扇后主、生为不忠之人、死为不义之鬼，杨素及兄弟子孙不得任京官及侍卫。杨元亨贬为睦州刺史。张易之被诛，杨元亨复任京官，为庫部郎中，后来官至齐州刺史。有《杨元亨集》五卷。